# Caldas Sport Clube
Il Caldas Sport Clube, o semplicemente Caldas, è una società calcistica portoghese con sede nella città di Caldas da Rainha, fondata il 15 maggio del 1916.
Attualmente milita nella Terceira Liga, la terza divisione del campionato portoghese di calcio. A cavallo tra il 1956 e il 1959 il club ha giocato in Primeira Divisão.

## Palmarès

### Competizioni nazionali
- Terceira Divisão: 3

1971-1972, 2006-2007, 2010-2011

### Altri piazzamenti
- Coppa del Portogallo:

Semifinalista: 2017-2018